# Шмаков, Алексей Егорович
Алексей Егорович Шма́ков (укр. Олексій Єгорович Шмаков; 1 июня 1933, Шмаковы, Кировская область — 16 сентября 2021, Евпатория, Республика Крым) — советский белорусский и украинский скульптор-монументалист. Член Крымского отделения Национального Союза художников Украины. Заслуженный художник Автономной Республики Крым (2011).

## Биография
Родился 1 июня 1933 года в с. Шмаковы Кировской области.
В 1948—1951 годах обучался в камнерезной школе в Кунгуре по специальности «художественная обработка уральского камня», что в будущем сыграло роль при поступлении в институт. После окончания в 1959 году Белорусского государственного театрально-художественного института по классу скульптуры А. О. Бембеля был направлен на работу в Брест, где выполнил ряд художественных работ в области станковой и монументальной скульптуры. В городском парке культуры и отдыха появилась скульптурная группа «Ленин с детьми». Установлены памятники-бюсты писателю Н. В. Гоголю (1962), Герою Советского Союза А. М. Кижеватову (1965) и поэту А. Мицкевичу (1965). Для Музея обороны Брестской крепости выполнил диораму «Дело у Тереспольских ворот» и рельеф «Непокорённые», бюсты защитников крепости. В Каменце Брестской области была установлена фигура В. И. Ленина (1960), в Пинске — памятник воином-освободителям и морякам Днепровской военной флотилии (1962).
В 1964 году стал членом Союза художников СССР. В 1967 году переехал в Евпаторию, где создал десятки монументальных произведений, в том числе памятники коммунарам Евпатории, первому главе Совета рабоче-крестьянских и солдатских депутатов Евпатории Д. Л. Караеву, Максиму Горькому, Н. А. Островскому, Гомеру, Т. Г. Шевченко, С. Э. Дувану, Ашику Умеру, евпаторийцам, погибшим в годы Гражданской и Великой Отечественной войн, морякам-десантником, произведения садово-парковой скульптуры «Дети Родины», «Материнство», «Мальчик с гирей», «Мальчик на дельфине», «Отдыхающий Геракл», «Семья на пляже», «Рождение Керкинитиды». Создал памятник воинам Четвёртого Украинского фронта, форсировавшим Сиваш в 1943—1944 годах, установленный в 1970 году на Перекопе (20 км к северу от с. Томашёвка), в 2000 году — большой бронзовый барельеф академика В. И. Вернадского для ТНУ имени В. И. Вернадского.
Много путешествовал, работал над скульптурами в Индии, Италии, Испании, Эквадоре, Австралии, США. Автор скульптуры верховного инка Атауальпы на центральной площади Кито в Эквадоре, созданной в 1994 году. В Италии выполнил в граните памятник погибшим во Второй мировой войне мирным жителям и монумент «Рассерженный вулкан», был принят в Союз итальянских художников.
Совместно с В. С. Зайковым участвовал в создании экспозиции частного Музея мировой скульптуры и прикладного искусства под открытым небом, основанного в 2007 году в Евпатории скульптором Л. П. Захаровым. В 2019 году в Евпаторийском краеведческом музее прошла юбилейная фотовыставка, приуроченная к 85-летию А. Е. Шмакова.
Умер 16 сентября 2021 года в Евпатории.

## Галерея

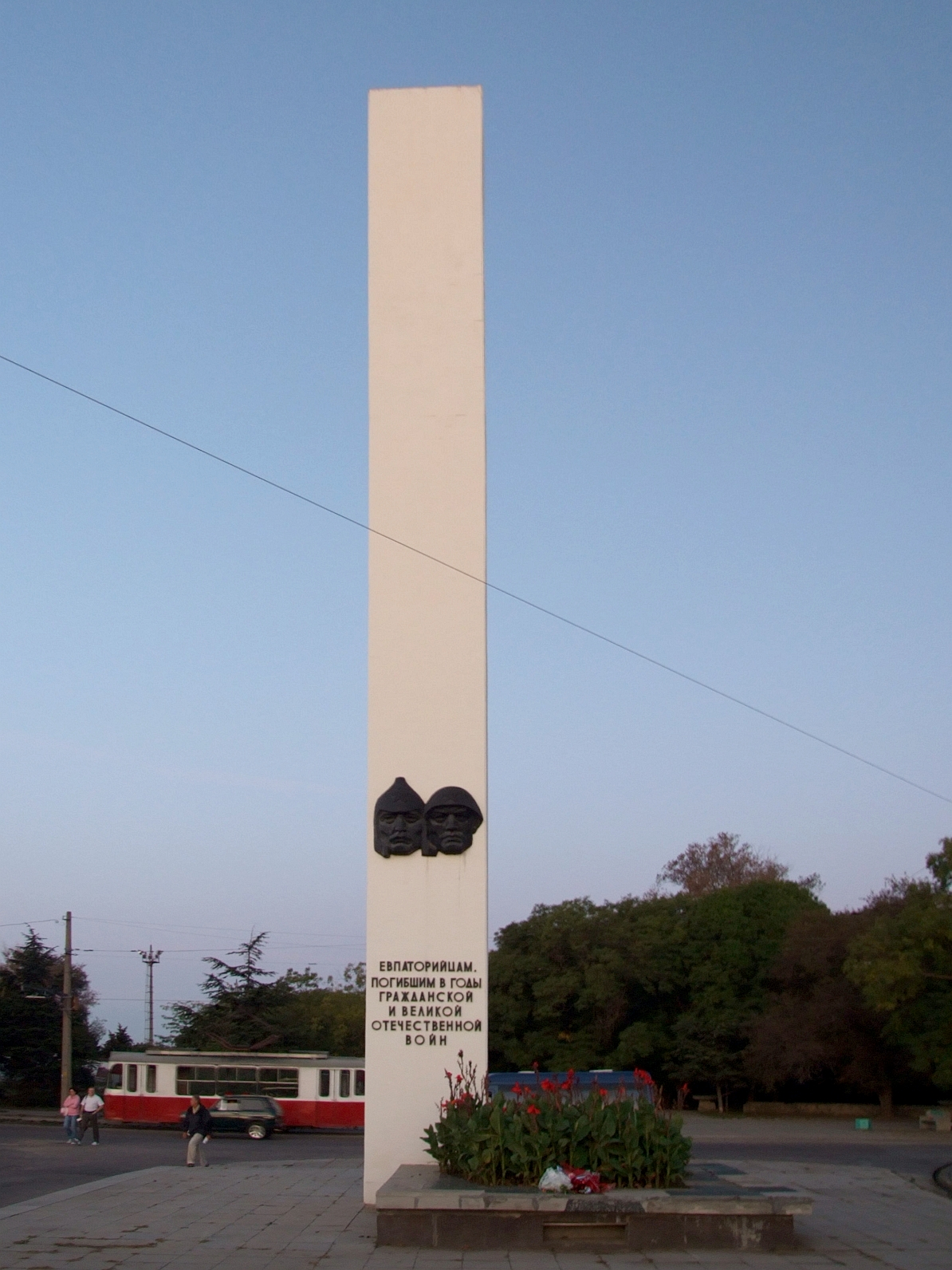
Памятный знак в честь евпаторийцев, погибших в годы Гражданской и Великой Отечественной войн.  Объект культурного наследия народов РФ регионального значения. Рег. № 911710841200005 (ЕГРОКН)
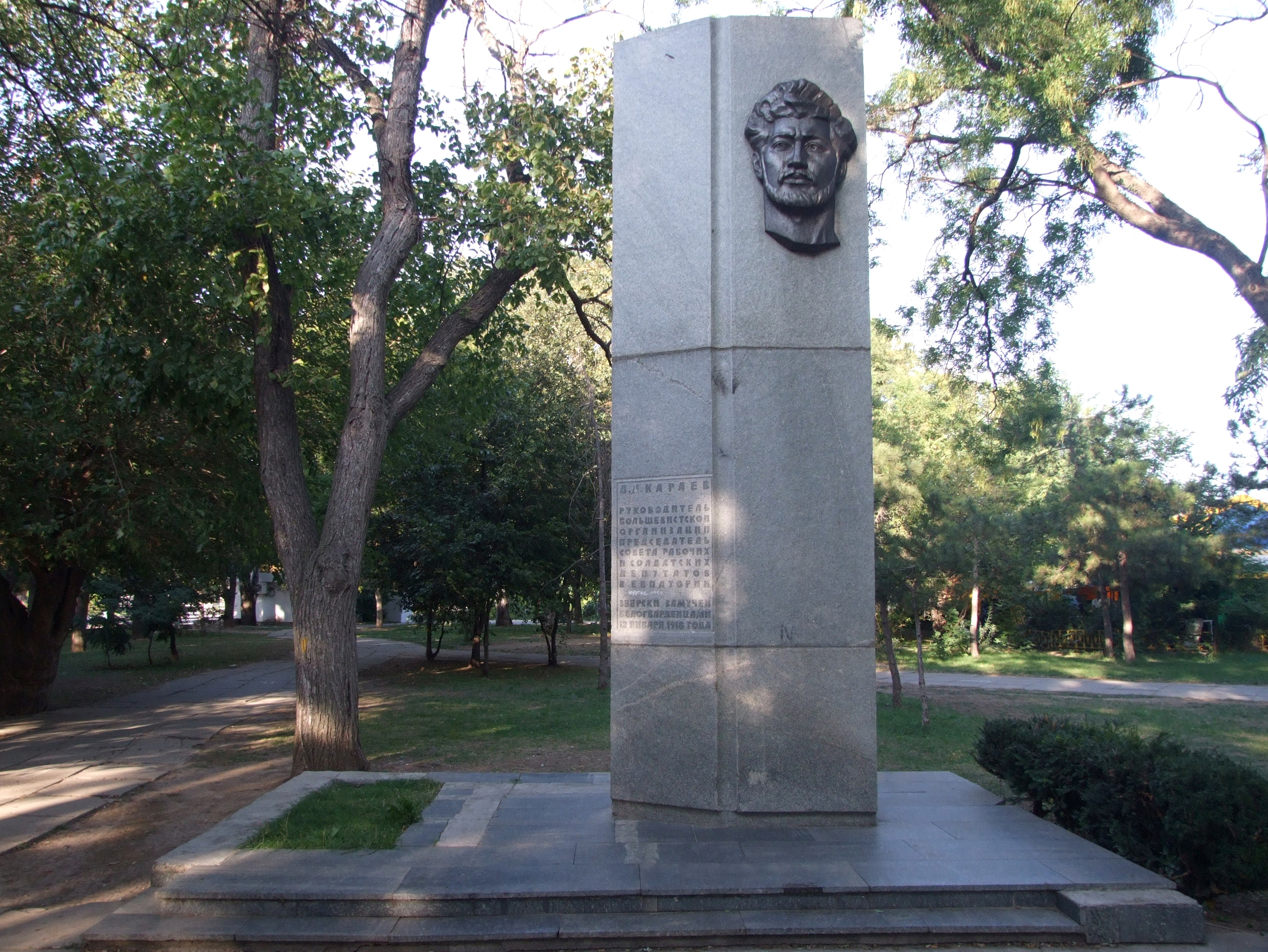
Памятник председателю Совета рабочих, крестьянских и солдатских депутатов Евпатории Д. Л. Караеву.  Объект культурного наследия народов РФ регионального значения. Рег. № 911710841220005 (ЕГРОКН)
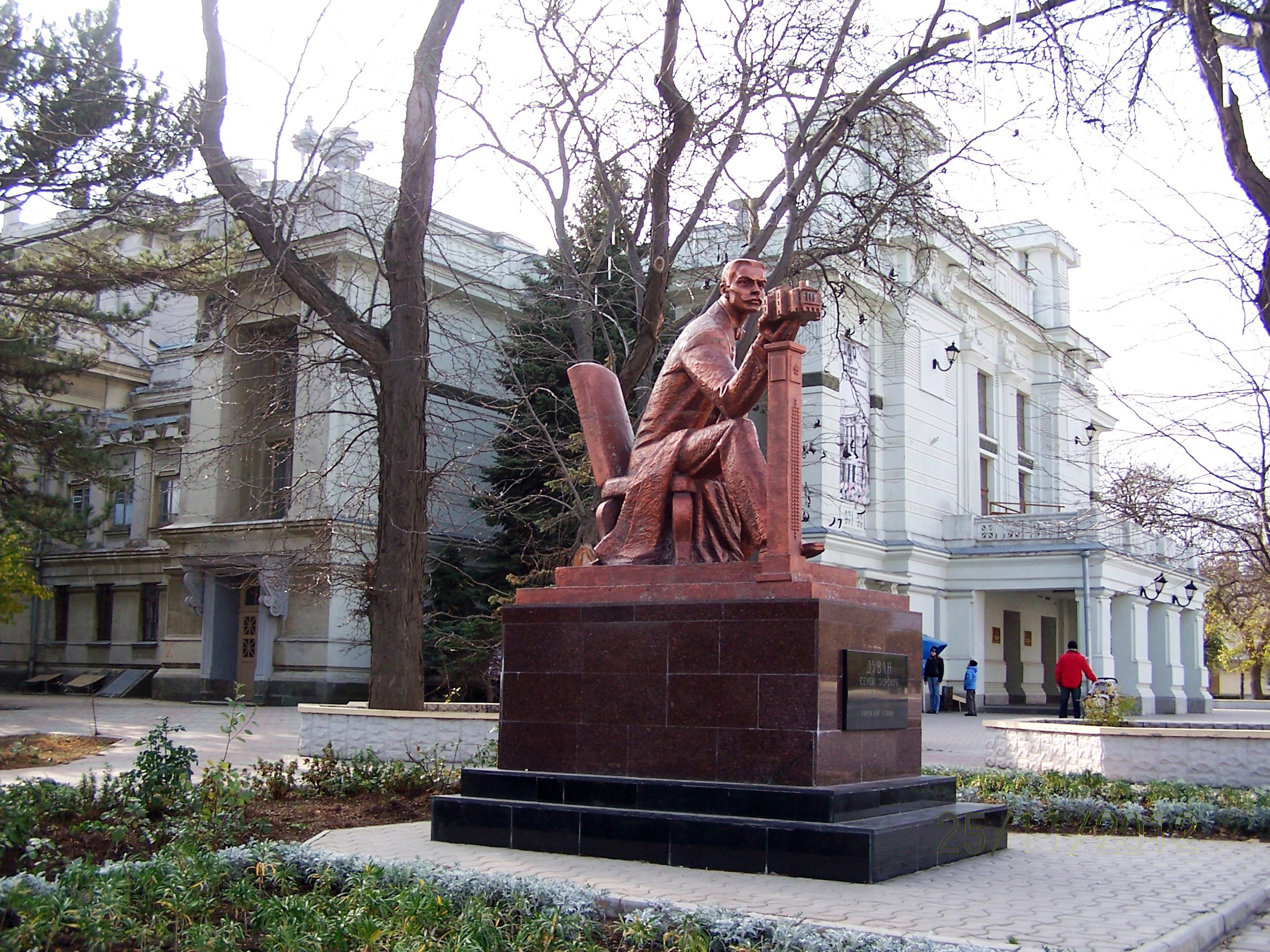
Памятник С. Дувану.
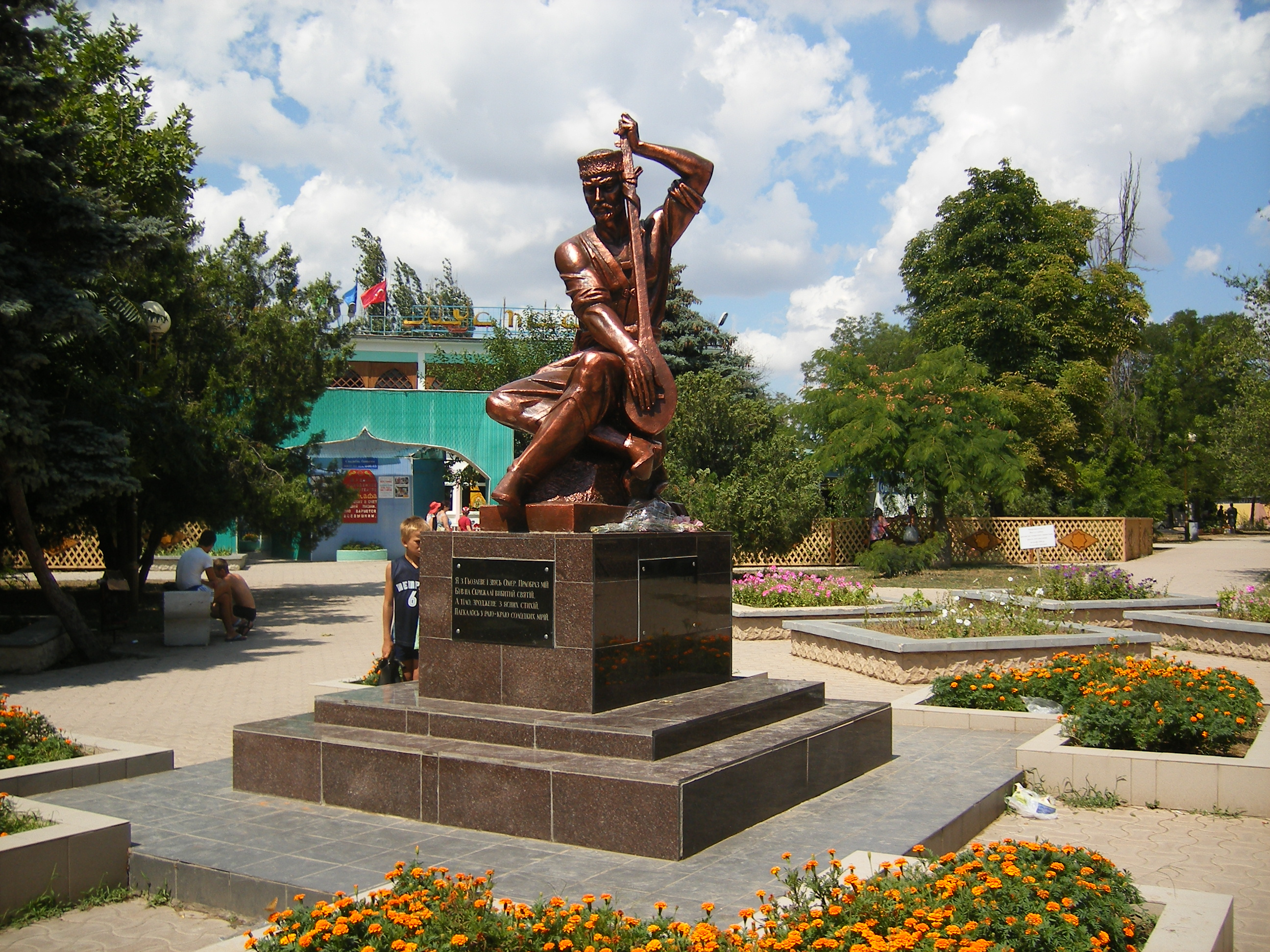
Памятник Ашику Умеру.
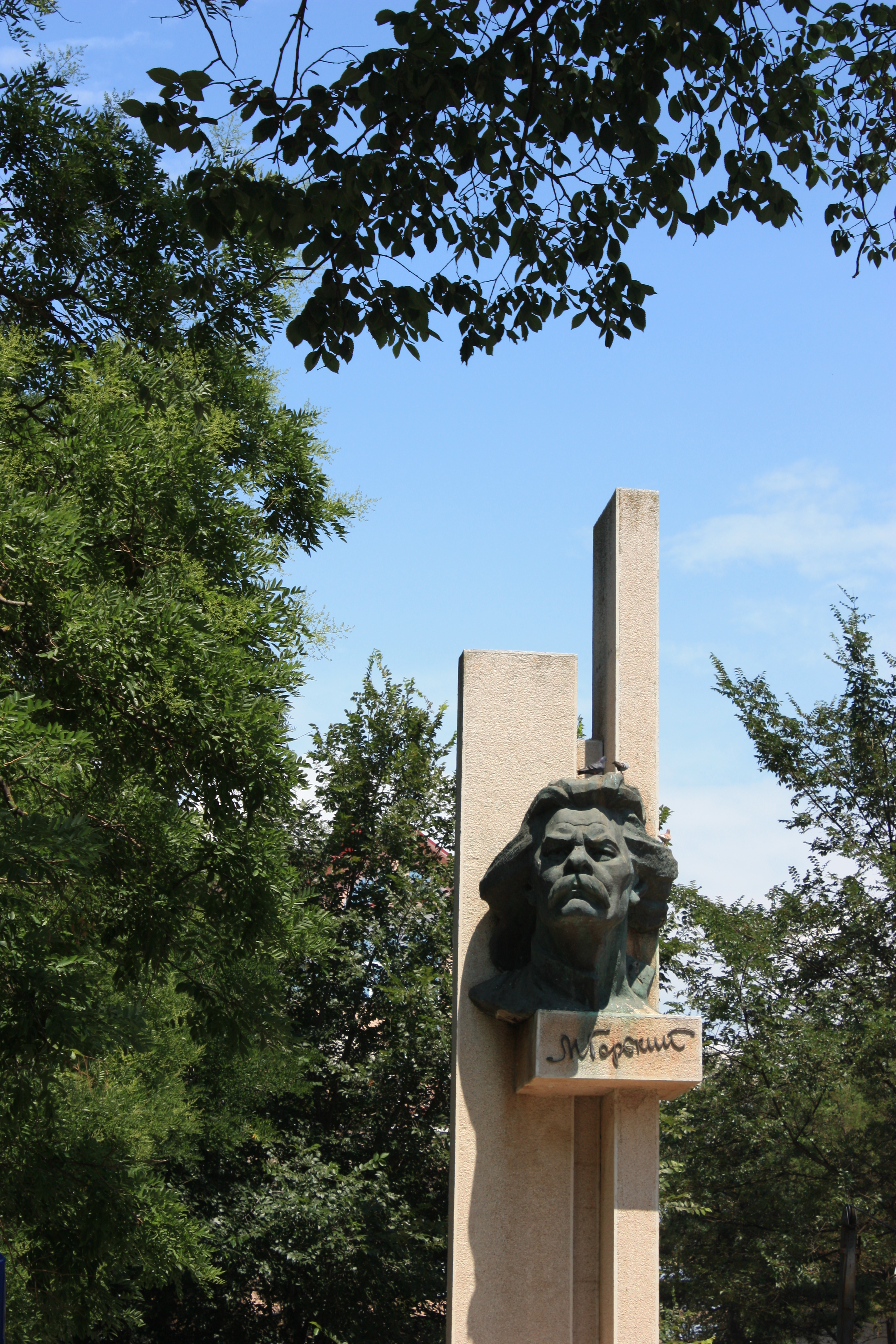
Памятник А. М. Горькому.  Объект культурного наследия народов РФ регионального значения. Рег. № 911710841150005 (ЕГРОКН)

## Награды и звания
- Почётная грамота Президиума Верховной Рады Автономной Республики Крым (2003)[1]
- Премия имени С. Э. Дувана (2005, Евпатория)[14]
- Звание «Почётный гражданин Евпатории» (2008)[6]
- Почётное звание «Заслуженный художник Автономной Республики Крым» (2011)[15]
- Медаль «За доблестный труд» (2018, Республика Крым)[16]
- Грамота главы города Евпатории (2018)[17]
- Премия Союза художников России[5]

## Память
- Мемориальная доска на фасаде дома по ул. Фрунзе, 42, где в 1988—2021 годах жил скульптор. Открыта 5 апреля 2024 года[18].